# طارق بيطار
طارق بيطار (عكار، مواليد 1974) هو قاضي لبناني ورئيس محكمة الجناية في بيروت، وثاني قاضٍ يقود التحقيق في قضية انفجار مرفأ بيروت 2020، بعد فادي صوان الذي أقالته المحكمة اللبنانية بعد اتهامه لوزيرين من حركة امل في قضية الانفجار الذي سببه 2750 طنًا من نترات الأمونيوم مخزّنة في المرفأ لأكثر من ست سنوات. واعترض أهالي ضحايا الانفجار على إبعاد صوان خشية عودة القضية إلى الصفر.
يوصَف بيطار بأنه ليس لديه أي تحيّز سياسي. في سبتمبر 2021، تلقى بيطار تهديدًا من حزب الله.
في 14 أكتوبر 2021، أطلق حزب الله وحليفه حركة امل احتجاجات خارج قصرالعدل في بيروت للمطالبة بإستقالة بيطار، حيث اندلعت اشتباكات دامية بين الاطراف الشيعية من جهة والجيش اللبناني والقوات اللبنانية (كما يزعم) المسيحية من جهة أخرى.

## سيرة
ولد في قرية عيدمون في عكار، متزوّج لديه ولدين، ويعتنق الديانة المسيحية.
حصل على إجازة في القانون من الجامعة اللبنانية، وبدأ حياته المهنية كمحام حتى أصبح القاضي الجزائي الوحيد في شمال لبنان حتى عام 2010.
شغل البيطار مركز قاض منفرد جزائي في طرابلس منذ العام 2004 ولغاية عام 2010 ثم شغل مركز مدعي عام استئنافي في محافظة لبنان الشمالي لغاية عام 2017، وهو حاليا رئيس محكمة جنايات بيروت.
خلال توليه محكمة جنايات بيروت نظر القاضي بيطار بقضايا جنائية كبيرة وخطيرة شغلت الرأي العام وقد تميز بسرعة البت بها، وصدرت عن محكمته قرارات وصفت بالمتشددة  بحق متهمين بجرائم قتل واتجار بالمخدرات واغتصاب واتجار بالبشر، منها قضية قتل «جورج الريف» من قبل طارق يتيم في محلة الأشرفية، و قضية قتل الشاب «روي حموش» في محلة الكرنتينا. إضافة إلى قضية الطفلة ايلا طنوس التي بترت أطرافها الأربعة نتيجة خطأ طبي والذي وصف الحكم فيها كمنعطف بارز وسابقة قضائية  في قضايا الخطأ الطبي. وقد أصدر البيطار هذا القرار بعد تسلمه مهام المحقق العدلي في جريمة انفجار بيروت، ولاقى هذا الحكم اعتراضا لدى الجسم الطبي في حين أيّدته شرائح واسعة من المجتمع المدني.
وخلال حقبة توليه مهامه كمدعي عام في الشمال من 2010 لغاية 2017، التي تميزت بوقوع أحداث أمنية خطيرة، تولّى القاضي البيطار التحقيق في العديد من الجرائم التي طالت أشخاصًا شاركوا في النزاعات المسلحة في طرابلس كما طالت شخصيات سياسية وإعلامية منها قضية قتل الصحفي اللبناني علي شعبان على الحدود السورية اللبنانية.
منذ تولّيه التحقيقات في قضية انفجار مرفأ بيروت وضع البيطار استراتيجيته في معالجة الملف القضائي وسطر العشرات من الاستنابات القضائية الداخلية والخارجية لجلاء الحقيقة المتعلقة بنيترات الأمونيوم. وفي مرحلة لاحقة ادعى على العديد من الشخصيات السياسية وقادة  أجهزة أمنية وعسكرية حاليين وسابقين وقد اصطدم ادعائه بمسألة الحصانات  الدستورية والأذونات الإدارية بعد تعمد السلطات المعنية التمسك بهذه الحصانات للإفلات من العقاب.
في العام 2017، عُيّن رئيسًا لمحكمة الجنايات في بيروت.
في آب 2020، وقت الانفجار، تقدمت الوزيرة ماري كلود نجم باسمه لقيادة التحقيق (قَبل فادي صوان)،  ولكنه رفض، ربما بسبب ضغوط سياسية.
ولكن أخيرًا في شباط 2021، تم تعيينه محققًا في تحقيق انفجار بيروت ، بعد إقالة صوان الذي أقالته المحكمة اللبنانية عندما طلب الوزيرين المتهمين بالإهمال إحالة القضية إلى آخر. تظل أسباب قبوله هذه المرة غير واضحة.

## مواضيع متعلقة
- انفجار مرفأ بيروت 2020